# Augustin Roch de Menou de Charnizay
Augustin-Roch de Menou de Charnizay (né le 15 mai 1681 à Menou et mort le 26 novembre 1767 à La Rochelle) est un ecclésiastique français, évêque de La Rochelle de 1729 à sa mort.

## Biographie
Augustin-Roch de Menou de Charnizay, né à Menou dans le diocèse d'Auxerre, est le 5e fils du marquis Armand-François de Menou, seigneur de Charnizay en Touraine, et de Françoise-Marie de Clère. Ordonné prêtre en avril 1707, docteur en théologie de la Sorbonne en 1708, commendataire de l'abbaye d'Angle au diocèse de Poitiers, il devient archidiacre de Dunois et vicaire général de l'évêché de Chartres sous Charles-François des Montiers de Mérinville. 
Il est désigné à l'âge de 48 ans, en 1729, comme évêque de La Rochelle. Confirmé le 14 août 1730, il est consacré par François-Honoré Casaubon de Maniban, archevêque de Bordeaux, le 10 septembre suivant. Malgré l'âge et ses infirmités progressives, il réussit à mener un long épiscopat de 38 ans au cours duquel il pose la première pierre en 1742 de la cathédrale Saint-Louis. Il meurt à La Rochelle le 26 novembre 1767. Il institue l'hôpital Saint-Louis son légataire universel et est inhumé dans la chapelle de cet établissement.